# Турбин, Николай Алексеевич
Николай Алексеевич Турбин (7 декабря 1921, Ливны — 19 февраля 1999, там же) — советский военнослужащий, участник Великой Отечественной войны, полный кавалер ордена Славы, воздушный стрелок 74-го гвардейского штурмового авиационного полка гвардии старший сержант — на момент представления к награждению орденом Славы I степени.

## Биография
Родился 7 декабря 1921 года в городе Ливны, Орловской области, в семье служащего. Окончил 2-ю девятилетнюю школу.
В 1940 году был призван в Красную Армию Ливенским райвоенкоматом и по комсомольской путёвке направлен в Олсуфьевскую военно-авиационную школу стрелков-бомбардиров. В июне 1941 года вместе со школой был эвакуирован на Алтай[уточнить]. Осенью 1942 года когда, сложилось тяжелое положение под Сталинградом, курсантов в качестве воздушных стрелков направили в действующие части.
Был зачислен в 504-й штурмовой авиационный полк воздушным стрелком самолёта-штурмовика Ил-2. В боевых действиях участвовал с января 1943 года.
Воевал на Южном, 4-м Украинском и 3-м Белорусском фронтах. Участвовал в боях за освобождение Южной Украины. В январе 1944 года за участие в 16 боевых вылетах и боях за освобождение города Мелитополя получил первую боевую награду — медаль «За отвагу». В апреле — мае 1944 года полк в боях не участвовал, занимался в основном перегонкой самолетов с авиазавода на фронтовые аэродромы.
После окончания боёв за Крым полк в составе 1-й гвардейской штурмовой дивизии был переброшен на 3-й Белорусский фронт. К июлю 1944 года на счету гвардии старшего сержанта Турбина было уже 33 боевых вылета, 9 воздушных боёв, в которых он успешно отразил все атаки истребителей врага. В группе сбил один истребитель Ме-109. Был награждён орденом Красная Звезда.
К октябрю 1944 года произвел ещё 23 боевых вылетов на штурмовку войск противника в Восточной Пруссии. 16—17 октября в районе городов Руссен, Шмильген, Шталлупёнен отбил 3 атаки истребителей противника, чем обеспечил выполнение боевого задания экипажем.
Приказом по войскам 1-й воздушной армии от 5 ноября 1944 года гвардии старший сержант Турбин Николай Алексеевич орденом Славы III степени.
К концу января 1945 года гвардии старший сержант Турбин совершил 77 боевых вылетов, из них 21 после последнего награждения. Во всех вылетах грамотно обеспечивал безопасность пилота, обеспечивая успех выполнение боевой задачи. 14 января в районе города Тройбург отбил 2 атаки истребителей врага, чем спас жизнь экипажа и обеспечил выполнение боевого задания. 28 января при штурмовке противника южнее город Кёнигсберг огнём из своего пулемета поджег дом, в котором находились противники.
Приказом по войскам 1-й воздушной армии от 7 февраля 1945 года гвардии старший сержант Турбин Николай Алексеевич орденом Славы 2-й степени.
К концу войны на счету гвардии старшего сержанта Турбина было 114 успешных боевых вылетов и 12 воздушных боев. Имея штурманскую подготовку, толково и умело помогал летчику в отыскании целей и объектов для атаки, при разведке врага всегда дополнял сведения летчика ценным и содержательными разведданными. В марте 1945 года в боях за город Кёнигсберг Турбин истребил более 20 солдат противника, подавил огонь несколько зенитных орудий, сжёг 3 машины с боеприпасами. Своими действиями обеспечил своему пилоту выполнение боевых заданий. Был представлен к награждению орденом Отечественной войны II степени, но командиром дивизии статус награды был изменен.
Указом президиума Верховного Совета СССР от 29 июня 1945 года за образцовое выполнение заданий командования на фонте борьбы с немецкими захватчиками и проявленные при этом доблесть и мужество гвардии старший сержант Турбин Николай Алексеевич награждён орденом Славы I степени. Стал полным кавалером ордена Славы.
В 1946 году был демобилизован. Вернулся в родной город. Работал инструктором в горкоме партии, позднее был назначен директором промкомбината, которым руководил 23 года. В 1947 году вступил в КПСС. Участник юбилейного Парада Победы 1985 года. Почётный гражданин города Ливны. Жил в городе Ливны. 
Скончался 19 февраля 1999 года.

## Награды
- орден Трудового Красного Знамени;
- орден Отечественной войны I степени;
- орден Красной Звезды;
- ордена Славы I, II и III степени;
- медаль «За отвагу».